# کاظم غلامی
کاظم غلامی (زادهٔ ۱ فروردین ۱۳۳۶) کشتی‌گیر اهل ایران است. او در وزن ۱۰۰ کیلوگرم مسابقات کشتی آزاد مردان در بازی‌های المپیک تابستانی ۱۹۶۴ توکیو شرکت کرد و نهم شد.
وی در مسابقات کشوری و بین‌المللی در مجموع برندهٔ ۱ مدال طلا، ۱ مدال برنز شده‌است.